# Numismatik
Numismatik er den videnskabelige lære om mønter og deres historie og omfatter også den mindre videnskabelige møntsamlerhobby.
En person, der enten beskæftiger sig med numismatik og/eller samler på mønter, kaldes en numismatiker.
Danmark kan prale af Den Kongelige Mønt- og Medaillesamling, som rummer mange sjældne mønter. Flere af samlingens museumsinspektører og overinspektører har forsket: Christian Jürgensen Thomsen, Otto Mørkholm og Rudi Thomsen. Andre fremtrædende danske numismatikere er L.E. Bruun og Erik Christiansen. Ligeledes har Museum Odense en stor samling af mønter.
Der findes en række forskellige møntkataloger, som samlere bruger som referencer til deres egen samling. Den danske møntsamler Frovin Sieg udgav i perioden 1968-1990 Sieg's møntkatalog, hvorefter rettighederne blev solgt.